# Saba (Američki Djevičanski otoci)
Otok Saba je stjenoviti karipski otok u Američkim Djevičanskim otocima, smješten 5 km južno od zračne luke Cyril E. King na St. Thomasu i 4.2 km zapadno od Water Islanda. To je strmi, 60 metara visok otok s pješčanom plažom na sjevernoj strani. S Turtledov Cayom je povezan plitkim pješčanim sprudom. Otok Saba ima slana jezerca i na istočnoj i na zapadnoj strani, što je popularno mjesto za promatranje ptica, a na južnim obalama ima brojne stjenovite litice s morskim pticama. Osim za promatranje ptica, otok posjećuju ronioci. Osim koraljnih grebena, ovdašnje vode su dom brojnim olupinama brodova, kao što su Witshoal II, Witconcrete II, Grainton i Witservice IV.

## Flora i fauna
Na otoku se nalaze najveće kolonije morskih ptica u arhipelagu s više od 30 000 crnoleđih čigri Ostale vrste morskih ptica su čigre Onychoprion anaethetus, Thalasseus sandvicensis, Thalasseus maximus i Sterna dougallii, Anous stolidus, te astečki galebovi, kao i Phaethon aethereus i Phaethon lepturus. BirdLife International je otok prepoznao kao važno područje za ptice (IBA).